# Jホラーシアター
『Jホラーシアター』は、一瀬隆重プロデュース、東宝配給によるホラー映画のブランド。
落合正幸、鶴田法男、清水崇、黒沢清、高橋洋、中田秀夫ら6監督による、計6作品を製作した。2007年の『怪談』を最後に約3年間、企画が凍結状態だったが、最終作『恐怖』が2010年に公開された。なお、当初は輪廻以降の作品はJホラーシアターに含まれておらず、それぞれ独立した作品だったが、2010年公開の『恐怖』で輪廻以降の作品もJホラーシアターに位置づけられている。

## JホラーTV『日本のこわい夜』
詳細は日本のこわい夜。
TBS系にて連動企画として放送された。

## 『感染』
『予言』との併映で第1弾として2004年10月2日に封切られた。PG-12指定。

### あらすじ
とある古い病院。予算が少なく国からの援助に見放されて備品も底を付きかけ、過酷な状況であるにもかかわらず多くの患者を抱えたここでは、スタッフたちが疲れ切っていた。
ある夜、全身に火傷を負った患者の容体が急変し、医師の秋葉の措置も虚しく医療ミスによって患者を死なせてしまう。極限状態にある自分の身を案じた秋葉と魚住は、ミスの隠蔽を決める。
そこへ、未知のウイルスに感染した患者が運ばれてくる。秋葉の同僚の赤井は自分たちでウイルスを調べて手柄を立てようと秋葉や魚住に提案するが、医師たちが目を離した隙に患者はダクトに逃げ込んでしまう。その後、病院のスタッフは次々とウイルスに感染していく。極限の疲労、隠蔽への不安、そしてお互いへの疑念を抱きながら極限状態の中、秋葉らは朝を迎える。

### キャスト
- 秋葉清一（外科医） - 佐藤浩市
- 魚住晴哉（内科医） - 高嶋政伸
- 安積まどか - 星野真里
- 立花七恵 - 木村多江
- 桐野優子 - 真木よう子
- 平田俊一 - 山崎樹範
- 鏡の老女 - 草村礼子
- 中園雪乃 - 羽田美智子
- 岸田孝 - モロ師岡
- 骨折の老人患者 - 谷津勲
- キツネ面の小児患者 - 須賀健太
- 黄色いカーディガンの患者 - 浅見小四郎
- 安楽死の老人 - 前田昌明
- 着物の老女 - 森康子
- 塩崎君江（婦長） - 南果歩
- 赤井潔 - 佐野史郎

### スタッフ
- 原案 - 君塚良一（『世にも奇妙な物語』の1作品、「世にも奇妙な物語 春の特別編 (1991年)#急患」が原作）
- 脚本・監督 - 落合正幸
- 音楽 - 蓜島邦明
- キャスティング - 山口正志
- 主題歌 - 奥田美和子「夢」（BMG JAPAN）
- サウンドデザイナー - 志田博英

## 『予言』
『感染』との併映で第1弾として2004年10月2日に封切られた。

## 『輪廻』
第2弾として2006年1月7日に封切られた。PG-12指定。

## 『叫』
第3弾として2007年2月24日に封切られた。

## 『怪談』
第4弾として2007年8月4日に封切られた。

## 『恐怖』
第5弾として2010年7月10日に封切られた。また、本作はJホラー・シアター最終章として位置付けられている